# فرناندو سانودو
فرناندو سانودو (انگلیسی: Fernando Sañudo; ۲۳ ژانویهٔ ۱۹۱۲ – ۲۹ ژانویهٔ ۱۹۸۰) بازیکن فوتبال اهل اسپانیا بود.
از باشگاه‌هایی که در آن بازی کرده‌است می‌توان به باشگاه فوتبال رئال مادرید اشاره کرد.